# Peter Knight
Peter Leonard Knight FRS (12 de agosto de 1947) é um físico britânico.
Professor de óptica quântica e diretor sênior do Imperial College London. Tornado sir na Lista Honorária do Aniversário da Rainha, em 2005. Foi presidente da Optical Society em 2003, recebeu a Medalha Frederic Ives de 2008 e a Medalha Real de 2010.
Seu trabalho é devotado principalmente à óptica quântica teórica, física dos campos fortes e especialmente ciência da informação quântica. De acordo com a base de dados Thomson-ISI, é o mais frequentemente citado teórico sobre óptica e atômica molecular.